# Yate (Engeland)
Yate is een civil parish in het bestuurlijke gebied South Gloucestershire, in het Engelse graafschap Gloucestershire. De plaats telt 21.603 inwoners.

## Geboren
- J.K. Rowling (31 juli 1965), schrijfster van de Harry Potter-serie, een reeks van zeven boeken over de gelijknamige tovenaar(sleerling), en verder o.a. van Fabeldieren en waar ze te vinden (Engels: Fantastic Beasts)